# باول مورين
باول مورين هو سياسي فرنسي، ولد في 29 يونيو 1924 في بورغ أون بريس في فرنسا، وتوفي بنفس المكان في 28 يوليو 2020. نشط حزبياً في الاتحاد من أجل الديمقراطية الفرنسية. وقد انتخب mayor of Bourg-en-Bresse ‏ (19 مارس 1989 – 18 يونيو 1995).